# Беникарло
Беникарло (шп. Benicarló) град је у Шпанији у аутономној заједници Валенсијанска Заједница у покрајини Кастељон. Према процени из 2017. у граду је живело 26 486 становника.

## Становништво
Према процени, у граду је 2017. живело 26 486 становника.
| 1981.  | 1990.  | 2001.  | 2010.  | 2017.  |
| ------ | ------ | ------ | ------ | ------ |
| 16.587 | 18.200 | 19.908 | 26.616 | 26.486 |

## Партнерски градови
- Ладисполи